# Mateusz Żytko
Mateusz Żytko [maˈtɛuʃ ˈʒɨtkɔ] (* 27. November 1982 in Wrocław) ist ein polnischer Fußballspieler.

## Karriere
Der Abwehrspieler begann seine Karriere im Jahre 1997 beim Erstligisten Śląsk Wrocław und wechselte 2003 zu Zagłębie Lubin. Bei Wrocław und Lubinbestritt er 47 Spiele. Sein Engagement bei Lubin wurde 2006 durch ein halbjähriges Ausleihgeschäft zu Polonia Warschau unterbrochen. Im Sommer 2007 wurde er mit Lubin polnischer Meister, kam jedoch nur zu einem Einsatz in dieser Saison und wechselte daher zum Zweitligisten Wisła Płock, wo er Stammspieler wurde. Nach dem Abstieg mit Płock im Sommer 2010 wechselte er zum Erstligisten Polonia Bytom. Nach einem Jahr und dem erneuten Abstieg seines Vereins wechselte er zum Erstligisten KS Cracovia. Vier Jahre später schloss er sich MKP Pogoń Siedlce an. Seit 2018 steht er bei Viertligist KKS 1925 Kalisz unter Vertrag.

## Erfolge
- Polnischer Meister: 2007